# Campodus
Campodus é um gênero extinto de eugeneodontídeos. Viveu durante o Carbonífero.

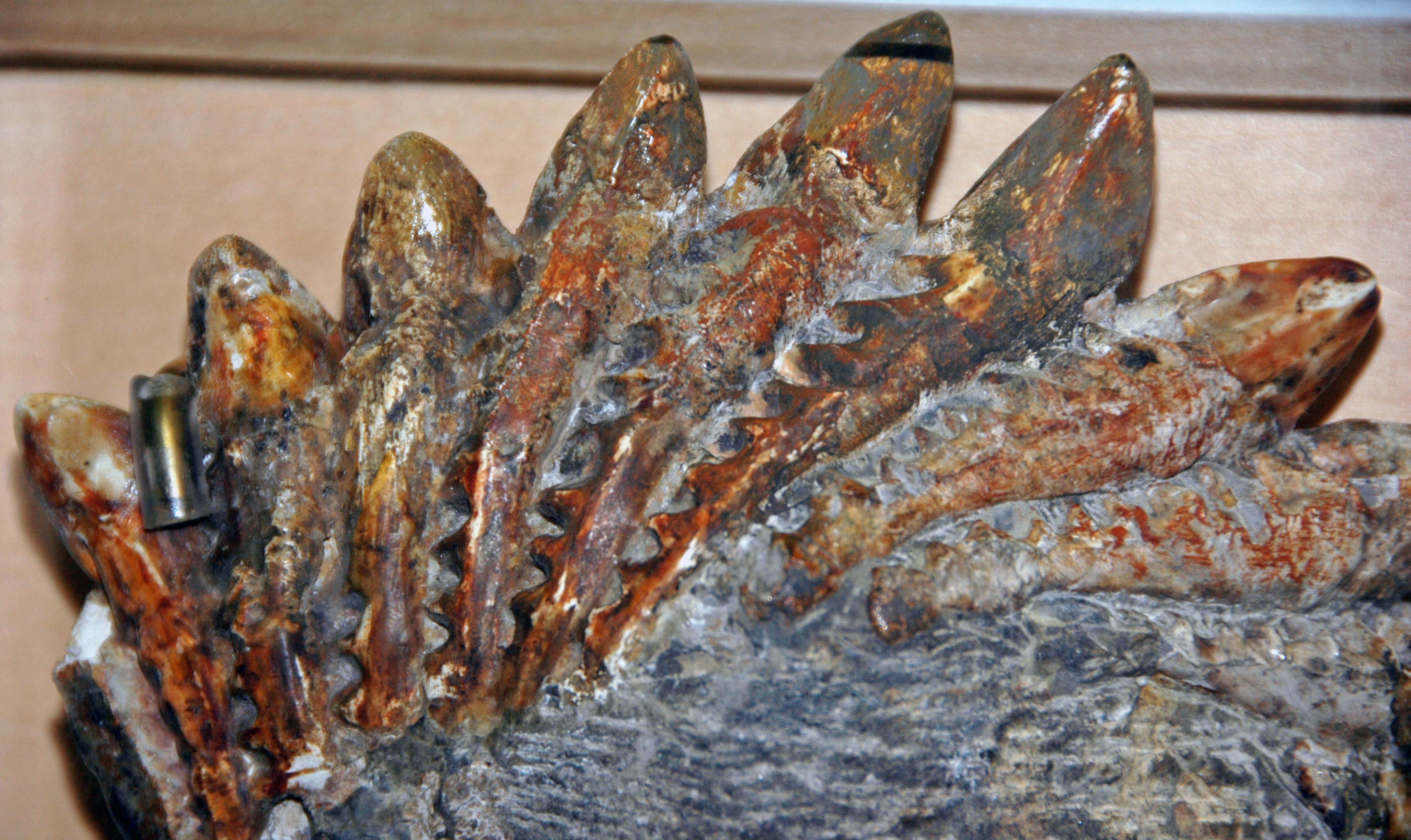
Fóssil de dentes do Campodus variabilis.